# 松井蘭丸
松井 蘭丸（まつい らんまる、1991年2月24日 - ）は、日本の男性タレントとして1999年から2003年まで活動していた人物。天才てれびくんでのてれび戦士として有名である。本名同じ。筑波大学大学院数理物質科学研究科出身博士号取得。元東洋大学附属牛久中学校・高等学校数学教師。現在は、江戸川学園取手中学校・高等学校教師。

## 出演

### 映画
- どこまでもいこう（1999年）

### テレビドラマ
- 世にも奇妙な物語 SMAPの特別編「BLACK ROOM」（2001年1月1日、フジテレビ）
- ムコ殿 第1話「人気スターの極秘結婚」（2001年4月12日、フジテレビ）
- 青き復讐の花（2002年、NHK）

### その他のテレビ番組
- 天才てれびくんワイド（2001年4月2日 - 2003年4月3日、NHK教育テレビ） - てれび戦士

### CM
- ジャスコ
- ツクダオリジナル ワンダーシャボン（2001年）